# Undir Gøtueiði
Undir Gøtueiði [ˈʊndɪɹ ˈgøtʊˌaijɪ] (dänischer Name: Gøteejde) ist ein Ort der Färöer auf der Insel Eysturoy.
Gøtueiði liegt am Fjord Skálafjørður und ist dort mit dem Ort Skipanes (Ballungsgebiet um Runavík) zusammengewachsen. Gøtueiði wurde 1850 gegründet.